# Vs. (álbum)
Vs. es el nombre del segundo álbum de la banda estadounidense Pearl Jam, grabado en marzo de 1993 y lanzado ese mismo año. Vs también fue el primer álbum producido por Brendan O'Brien, quien se convertiría en productor de cabecera durante varios álbumes más.
Vs. tiene un sonido mucho más crudo y quizá con menos cohesión comparado con su predecesor Ten. A pesar de esto se ha convertido en uno de los álbumes fundamentales del grupo.

## Descripción
Vs. incluyó varias canciones que se convertirían en éxitos como "Daughter", "Dissident", "Animal" o "Go". Mención aparte merece "Daughter" ya que alcanzaría el número 1 en las listas de Billboard de Rock Moderno y Rock Mainstream, permaneciendo ocho semanas en ese lugar. En 1995 el álbum recibió 2 nominaciones a los premios Grammy, Mejor Álbum de Rock y Mejor Actuación de Rock a Dúo o en Grupo Vocal.
El tema central y la razón del título del álbum es sin duda el conflicto. Varias canciones reflejan la insatisfacción de la banda por su estatus de estrellas. Se pueden encontrar críticas agudas a los medios musicales (en la canción "Blood"), a la forma en que son tratados como objetos comerciales (en "Animal") o al exagerado culto de los estadounidenses por las armas (en "Glorified G"), por mencionar algunas.

## Diseño del álbum
La fotografía de la portada es una oveja de una granja de Hamilton, Montana. De acuerdo con Jeff Ament, la fotografía es una representación de cómo se sentía la banda en ese entonces, como Ament dijo: "Como esclavos".

### Título del álbum
El título Vs. es una referencia al LP de 1982 Vs. del grupo Mission of Burma, el cual era muy admirado por Vedder. Originalmente el álbum estaba titulado Five Against One, (Cinco contra uno) pero fue cambiado de último minuto, primero quedando como un álbum homónimo y después nombrado Vs., en referencia a los conflictos que surgen como tema principal en la mayoría de las canciones del álbum.
Vs es la abreviatura de «versus», que significa «contra».

### Versiones alternas
La decisión de cambiar el nombre del álbum a última hora provocó que existieran algunas pequeñas diferencias en el álbum:
1. Algunas de las primeras ediciones en casete aún tenían el título Five Against One impreso en el cuadernillo del mismo.
2. El primer par de ediciones en CD y casete no tuvieron el título impreso en ninguna parte del arte del álbum.
3. La versión en vinilo nunca tuvo el título impreso.

También existen diferentes versiones que no están relacionadas con el título:
1. Las primeras ediciones del CD estuvieron hechas en formato Ecopak (en carátulas hechas de cartón). No era de extrañarse que cuando salieron a la venta se terminaran casi de inmediato y que sean muy raras de encontrar en la actualidad. La lista de canciones no estaba impresa en la parte trasera del álbum, pero el arte del mismo era exactamente igual.
2. La fotografía usada para la canción "Elderly Woman Behind the Counter in a Small Town" cambió en cierto punto después de las primeras ediciones. La original elderly woman nunca dio su consentimiento para que su fotografía fuera usada, así que Pearl Jam la cambió por la fotografía de otra mujer. La diferencia es fácil de detectar, ya que debajo de la fotografía viene impresa la frase "the new and improved woman behind the counter".
3. La fotografía de la portada en la edición de vinilo es diferente a las ediciones en CD y casete.
4. La letra de la canción "Indifference" solo está impresa en la edición en casete.
5. Gran parte de las unidades actuales del álbum en CD y Vinilo ya no tienen escrito el nombre de la banda en la portada.

## Canciones
Todas las canciones están acreditadas a Abbruzzese, Ament, Gossard, McCready, Vedder.
1. "Go" – 3:12
2. "Animal" – 2:49
3. "Daughter" – 3:55
4. "Glorified G" – 3:26
5. "Dissident" – 3:35
6. "W.M.A." – 5:59
7. "Blood" – 2:50
8. "Rearviewmirror" – 4:44
9. "Rats" – 4:15
10. "Elderly Woman Behind the Counter in a Small Town" – 3:15
11. "Leash" – 3:09
12. "Indifference" – 5:02

## Créditos

### Pearl Jam
- Dave Abbruzzese – Batería
- Jeff Ament – Bajo
- Stone Gossard – Guitarra
- Mike McCready – Guitarra
- Eddie Vedder – voz

### Personal adicional
- Productor - Brendan O'Brien y Pearl Jam
- Asistentes - Nick DiDia, Kevin Scott, Adam Kasper

## Reconocimientos y ventas
Vs. permaneció en las listas de ventas de Estados Unidos durante cinco semanas, vendiendo 950.378 copias en tan solo su primera semana de ventas; esto estableció la marca de mayores ventas obtenidas por un álbum en su primera semana de lanzamiento. Esta marca sería rota tiempo después por los grupos Backstreet Boys y NSYNC, pero en ese entonces, el método de conteo de las ventas en la primera semana había sido cambiado. Cuando Pearl Jam estableció la marca, la primera semana de ventas estaba contada a partir de los primeros cinco días a partir de la salida a tiendas del álbum. Nielsen cambiaría sus métodos de conteo para tomar en cuenta los primeros siete días desde la salida a tiendas. Así, si tomamos en cuenta esto, otros han vendido más que Pearl Jam en su primera semana, a pesar de que el grupo sigue manteniendo la marca de más ventas en los primeros cinco días. Si se realizará el conteo de ventas de "Vs." como se realiza en la actualidad, el álbum tendría unas ventas superiores al millón de copias.
El disco alcanzó comercialmente un impacto mayor que su predecesor Ten, hecho que fue tomado en cuenta desde el principio del lanzamiento del álbum por la banda, así que hicieron todo lo posible por aminorar los efectos comerciales. Muestra de ello es que declinaron hacer videos promocionales para alguno de los sencillos del álbum y optaron por dar menos entrevistas y aparecer en menos programas de televisión. A pesar de todo, a la fecha, Vs. está certificado con 7 discos de platino por la RIAA.

## Posición en listas
Toda la información de la posición en listas está tomada de varias fuentes.

### Álbum
| Año  | Lista                                      | Posición |
| ---- | ------------------------------------------ | -------- |
| 1993 | Billboard 200                              | 1        |
| 1993 | Lista oficial de álbumes en el Reino Unido | 2        |
| 1993 | Lista oficial de álbumes en Alemania       | 8        |

### Sencillos
| Año  | Sencillo                                           | Lista                                        | Posición |
| ---- | -------------------------------------------------- | -------------------------------------------- | -------- |
| 1993 | "Go"                                               | Listas de Rock Mainstream (Estados Unidos)   | 3        |
| 1993 | "Go"                                               | US Listas de Rock Moderno (Estados Unidos)   | 8        |
| 1993 | "Go"                                               | Lista oficial de sencillos en Australia      | 22       |
| 1993 | "Go"                                               | Lista oficial de sencillos en Alemania       | 96       |
| 1993 | "Go"                                               | Lista oficial de sencillos en el Reino Unido | 190      |
| 1993 | "Daughter"                                         | Listas de Rock Mainstream (Estados Unidos)   | 1        |
| 1994 | "Daughter"                                         | Listas de Rock Moderno (Estados Unidos)      | 1        |
| 1994 | "Daughter"                                         | Lista oficial de sencillos en Irlanda        | 4        |
| 1994 | "Daughter"                                         | Lista oficial de sencillos en Australia      | 18       |
| 1994 | "Daughter"                                         | Lista oficial de sencillos en el Reino Unido | 18       |
| 1994 | "Daughter"                                         | Lista Top 40 Mainstream (Estados Unidos)     | 28       |
| 1994 | "Animal"                                           | Listas de Rock Mainstream (Estados Unidos)   | 21       |
| 1994 | "Animal"                                           | Lista oficial de sencillos en Australia      | 30       |
| 1994 | "Glorified G"                                      | Listas de Rock Mainstream (Estados Unidos)   | 39       |
| 1994 | "Dissident"                                        | Listas de Rock Mainstream (Estados Unidos)   | 3        |
| 1994 | "Dissident"                                        | Listas de Rock Moderno (Estados Unidos)      | 3        |
| 1994 | "Dissident"                                        | Lista oficial de sencillos en Irlanda        | 7        |
| 1994 | "Dissident"                                        | Lista oficial de sencillos en el Reino Unido | 14       |
| 1994 | "Dissident"                                        | Lista oficial de sencillos en Alemania       | 97       |
| 1994 | "Elderly Woman Behind the Counter in a Small Town" | Listas de Rock Moderno (Estados Unidos)      | 17       |
| 1994 | "Elderly Woman Behind the Counter in a Small Town" | Listas de Rock Mainstream (Estados Unidos)   | 21       |
| 1996 | "Daughter"                                         | Billboard Hot 100                            | 97       |